# Терек (місто)
Терек (кабард. Тэрч къалэ
) — місто в Кабардино-Балкарії. Адміністративний центр Терського району і однойменного міського поселення.

## Географія
Місто розташоване в східній частині Кабардино-Балкарії, на правому березі річки Терек. Знаходиться в 53 км на схід від міста Нальчик.
Площа міського поселення становить — 12 км².
Населений пункт розташований в передгірній частині республіки, на похилій Кабардинській рівнині. Рельєф місцевості являє собою відносно рівні ділянки з височинами на заході і на півночі. Середні висоти на території міста складають 254 метрів над рівнем моря.
Гідрографічна мережа представлена річкою Терек. На північ від міста розташовані каскади малих каналів, призначених для зрошення полів району.
Помірний клімат. Літо спекотне, середня температура липня + 30 ° С. Зима прохолодна і температури рідко відпускаються нижче -10 ° С. Середньорічна кількість опадів становить близько 530 мм.

## Історія
Датою заснування міста Терек вважається 1876 рік, коли в експлуатацію було введено нову залізничну станцію Муртазово. Нова станція була утворена біля села Муртазово, на честь якого станція і отримала свою назву. У той час обслуговчий персонал станції розміщувався лише в трьох житлових будинках. Через роки, навколо станції почали утворюватися інші житлові і господарські будівлі, а також невеликі приватні заклади.
У 1920 році відбувся окружний з'їзд Рад Малої Кабарди. За результатами засідання, було вирішено збудувати новий населений пункт біля станції. За планом новий населений пункт мав стати окружним центром Малої Кабарди. У тому ж році нове поселення отримало статус селища.
Спочатку і за цим населеним пунктом передбачалося зберегти назву Муртазово. Але через політику, що проводиться усталеною радянською владою з перейменування кабардинських населених пунктів, новий населений пункт був названий на честь річки Терек, на правому березі якої і розкинулося поселення.
У 1967 році рішенням Верховної Ради КБАРСР, селищу присвоєно статус міста.

## Населення
Національний склад
За даними Всеросійського перепису населення 2010 року:
| Народ                | Чисельність, чол. | Частка від усього населення,% |
| -------------------- | ----------------- | ----------------------------- |
| Кабардинці (черкеси) | 16 400            | 85,6 %                        |
| Росіяни              | 1 917             | 10,0 %                        |
| Осетини              | 219               | 1,1 %                         |
| інші                 | 634               | 3,3 %                         |
| всього               | 19 170            | 100,00 %                      |

Середній вік — 35,5 років. Медіанний вік — 33,6 років.
Чоловіки — 8 758 чол. (45,7 %), жінки — 10 412 чол. (54,3 %)
| 1939    | 1959    | 1970    | 1979    | 1989    | 1992    | 1998    |
| ------- | ------- | ------- | ------- | ------- | ------- | ------- |
| 4500    | ▲6647   | ▲10 422 | ▲12 335 | ▲16 559 | ▲17 800 | ▲18 500 |
| 2000    | 2002    | 2003    | 2005    | 2006    | 2007    | 2008    |
| ▬18 500 | ▲20 255 | ▲20 300 | ▼20 100 | ▼19 900 | ▼19 800 | ▬19 800 |
| 2009    | 2010    | 2011    | 2012    | 2013    | 2014    | 2015    |
| ▲19 843 | ▼19 170 | ▲19 200 | ▲19 273 | ▲19 329 | ▲19 446 | ▼19 442 |
| 2016    | 2017    | 2018    | 2019    | 2020    |         |         |
| ▼19 426 | ▲19 449 | ▲19 489 | ▲19 494 | ▲19 539 |         |         |

## Економіка
У місті на сьогоднішній день інтенсивно розвивається малий і середній бізнес та сфера послуг.
На його території функціюють підприємства:
- Завод алмазного інструменту ВАТ «Терекалмаз»
- ТОВ «Консервпром»
- ТОВ «Кристал-Терек»
- Консервний завод
- Комбікормовий завод
- Харчо-комбінат
- Елеватор
- Друкарня
- Терський Цегельний завод
- Молочний завод «Вікторія»

## Транспорт
У місті є залізнична станція Муртазово Північно-Кавказької залізниці, на лінії Котляревська — Беслан.
Через місто проходять автодороги  P290  і  P292.